# Vanessa Guckel
Vanessa Guckel (Francia, 1983) es una arquitecta y diseñadora de moda francesa, fundadora y directora creativa de la marca de ropa Cihuah (mujeres en náhuat) desde 2012 y quien se ha participado en distintas ediciones de la Mercedes Benz Fashion Week México.

## Trayectoria
Vanessa estudió en la Escuela Nacional de Arquitectura de Estrasburgo y en la Facultad de Bellas Artes de Sevilla y radica en la Ciudad de México desde 2008. Emigró desde Francia y fue a su llegada que se inspiró en los patrones geométricos de la ropa indígena mexicana, más en concreto en el huipil, su cultura y tradiciones, para crear Cihuah.

### Cihuah
Cihuah es una firma que nació en 2013 y en donde su fundadora conecta la vestimenta con la arquitectura, es decir, propone a las prendas como un espacio fundamental en el que el cuerpo humano vive.
La arquitecta menciona que ella no basa su trabajo en alguna técnica o escuela de pensamiento para diseñar sus prendas, pues no tiene formación en diseño de moda, por lo tanto, crea sus propias siluetas y lo relaciona con la construcción de un hábitat.
A su vez, la marca utiliza biomateriales tanto en la elaboración de los diseños como en la producción; ambos procesos realizados por manos mexicanas.

## Controversias
En 2016, la diseñadora francesa fue acusada de plagio después de presentar su colección de otoño-invierno en la Mercedes Benz Fashion Week México, en donde personas espectadoras, encontraron similitud en una de sus prendas y una que Raf Simons presentó en su colección otoño-invierno en 2003.  Sin embargo, Guckel declara que la fuente de inspiración de ambas piezas es la escuela de la Bauhaus, lo que explica la coincidencia. No obstante la arquitecta niega tener previo conocimiento sobre la prenda del diseñador belga.
En el mismo año,  la fundadora de Cihuah dio a conocer que Zara copió uno de los modelos de su colección de primavera de 2013, pero no dio más detalles al respecto.

## Reconocimientos
- Premio Quorum Design Award en 2013.[10]
- Semifinalista del concurso Who’s Next? de Vogue México en 2013, 2014 y 2016.[11]
- Seleccionada como uno de los proyectos mexicanos más importantes por BONUSMX y Archivo.[10]
- En 2016, El Universal la consideró en su lista de las 100 mujeres líderes de México.